# Дуб Кристера
«Дуб Кристера» (укр. «Дуб Крістера») — ботанический памятник природы местного значения, расположенный на территории Подольского района города Киева (Украина). Создан 14 октября 1997 года. Землепользователь — коммунальное предприятие по содержанию зелёных насаждений в Подольском районе.

## История
Ботанический памятник природы местного значения был создан Решением Киевского горсовета № 1628 от 14 октября 1997 года. Создан с целью сохранения, охраны и использования в эстетических, воспитательных, природоохранных, научных и оздоровительных целей наиболее ценных экземпляров паркового строительства. На территории памятника природы запрещены любая хозяйственная деятельность и в том числе ведущая к повреждению природных комплексов.

## Описание
Памятник природы расположен в исторической местности Ветряные горыː у дома по адресу улица Осиповского, 2а. Восточнее расположен памятник природы Кристерова горка.
Дерево названо в честь киевского цветовода Вильгельма Кристера, где поблизости была расположена его усадьба. Согласно легенде у дуба любил отдыхать Тарас Шевченко, гостивший у Вильгельма Кристера.

## Природа
Возраст дерева 700 лет. Охват ствола 6,2 м, высота 25 м. В 2006 году дерево лечили специалисты Киевского эколого-культурного центра. Дерево ограждено, есть охранный знак.
Является вторым по возрасту дубом Киева. В 1990-х года вследствие пожара на свалке часть ствола дерева обгорела.

## Галерея
- Вид зимой
- Вид летом
- Обхват
- Повреждение ствола
- Вылеченый ствол и новая табличка